# Nasif Estéfano
Nasif Moisés Estéfano, detto El Turco o El Califa (Concepción, 18 novembre 1932 – Aimogasta, 21 ottobre 1973), è stato un pilota automobilistico argentino.

## Carriera
Nasif Estéfano partecipò a due Gran Premi di Formula 1, senza però raccogliere mai punti.
Morì ad Aimogasta durante una gara del Turismo Carretera: la sua vettura uscì di pista in una curva veloce per un problema meccanico, e si ribaltò diverse volte. Estéfano fu sbalzato fuori a causa delle cinture di sicurezza male allacciate, e morì sul colpo per le gravi ferite alla testa riportate nell'impatto. Ciò nonostante, gli fu attribuito il titolo postumo per la stagione 1973, poiché i suoi diretti avversari Octavio Suárez ed Héctor Luis Gradassi non riuscirono a colmare lo svantaggio in classifica nelle ultime due prove del campionato.

## Risultati in Formula 1
| 1960 | Scuderia       | Vettura       |    |  |  |  |  |  |  |  |  |  |  | Punti | Pos. |
| ---- | -------------- | ------------- | -- |  |  |  |  |  |  |  |  |  |  | ----- | ---- |
| 1960 | Pilota privato | Maserati 250F | 14 |  |  |  |  |  |  |  |  |  |  | 0     |      |

| 1962 | Scuderia           | Vettura       |  |  |  |  |  |  |    |  |  |  |  | Punti | Pos. |
| ---- | ------------------ | ------------- |  |  |  |  |  |  | -- |  |  |  |  | ----- | ---- |
| 1962 | Scuderia De Tomaso | De Tomaso 801 |  |  |  |  |  |  | NQ |  |  |  |  | 0     |      |

| Legenda | 1º posto     | 2º posto | 3º posto    | A punti         | Senza punti/Non class.  | Grassetto – Pole position Corsivo – Giro più veloce |
| Legenda | Squalificato | Ritirato | Non partito | Non qualificato | Solo prove/Terzo pilota | Grassetto – Pole position Corsivo – Giro più veloce |